# Kustputkopje
Het kustputkopje (Baryphyma trifrons) is een spinnensoort in de taxonomische indeling van de hangmatspinnen (Linyphiidae).
Het dier behoort tot het geslacht Baryphyma. De wetenschappelijke naam van de soort werd voor het eerst geldig gepubliceerd in 1863 door Octavius Pickard-Cambridge.

## Synoniemen
- Baryphyma trifrons affine